# Université en France
Ne doit pas être confondu avec Université de France.
Cet article ne traite que les universités au sens légal, mais il existe d’autres établissements publics nommés « universités ». De la même façon, les instituts catholiques ou les universités populaires ne sont pas des universités au sens légal.
En France, une université est un établissement dont l’objectif est, d'une part, la transmission du savoir par l'enseignement supérieur, mais aussi d'autre part, la recherche universitaire par la conservation dans les bibliothèques universitaires, la valorisation et sa production des travaux universitaires dans plusieurs domaines.
Ce sont des établissements publics bénéficiant d’une certaine autonomie. Les enseignements sont accessibles pour toute personne titulaire du baccalauréat ou d'un diplôme de niveau 4 au RNCP. Les études universitaires générales débouchent sur la licence (trois ans après le baccalauréat), le master (deux ans après la licence), le doctorat (trois ans après le master). D’autres filières plus professionnelles permettent d'accéder à des diplômes de la santé, aux bachelors universitaires de technologie et à des diplômes d'ingénieurs… En 2016, 1,593 millions d’étudiants sont inscrits dans les universités sur un ensemble de 2,551 millions d’étudiants.
Les enseignants-chercheurs dispensent les enseignements et assurent des activités de recherche. Les laboratoires de l’université sont souvent des unités mixtes de recherche avec les organismes français de recherche comme le Centre national de la recherche scientifique ou l’Institut national de la santé et de la recherche médicale. La première université est créée à Paris en 1200. Supprimées lors de la Révolution française et restaurées par la suite, les universités françaises sont au nombre de 67 en 2018.

## Histoire

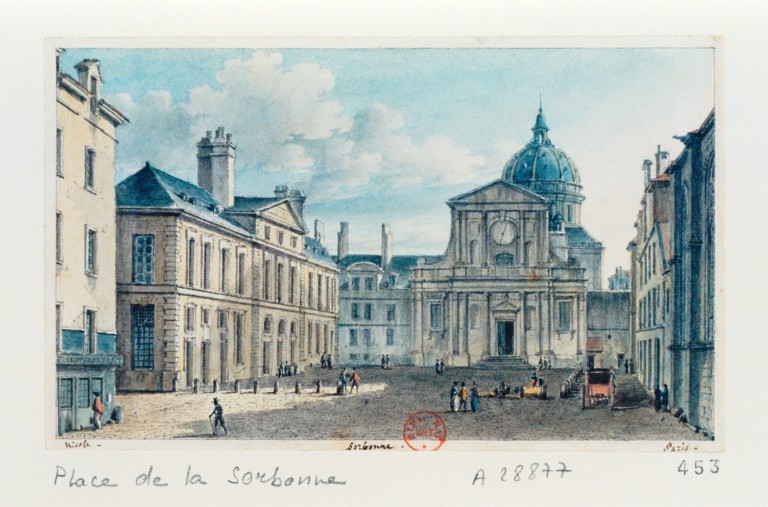
La place de la Sorbonne au début du XIXe siècle.

Les premières universités françaises sont créées au Moyen Âge. La date de création de l’université de Paris traditionnellement donnée est 1200, avec la charte par laquelle le roi Philippe Auguste accorde à ses membres le privilège d’être jugés par un tribunal ecclésiastique. Peu après est créée l'Université de Toulouse sur le même modèle.
D'autres universités sont fondées au cours des siècles dans les provinces. En 1789, la France compte vingt-deux universités. Le décret de la Convention nationale du 15 septembre 1793 supprime les universités, jugées trop proches de l’Église, et crée ce qui sera appelé par la suite les « grandes écoles ». Napoléon Ier crée en 1808 l’Université impériale. Elle englobe l’ensemble de l’enseignement sur tout le territoire français. En son sein, l’enseignement supérieur se faisait dans les facultés : théologie, droit, médecine, sciences et lettres,,. Celles-ci étaient très indépendantes les unes des autres et ne faisaient que délivrer des grades,. Durant la Restauration, un certain nombre de facultés sont fermées et l’Université devint « royale ».
La loi Laboulaye de 1875 permet l’existence d'établissements privés d’enseignement supérieur, suscitant la création des cinq universités et instituts catholiques. La loi Ferry interdit en 1880 à ces établissements d’utiliser en France la dénomination d'« université », et réaffirme le monopole de l'État pour la délivrance des grades universitaires en France. Les universités sont recréées en 1896, mais leur domaine d’intervention est limité, contrairement aux facultés. Après les mouvements étudiants de mai 1968, le statut et l’organisation des universités sont fortement modifiés par la loi Faure : les facultés sont supprimées et les universités sont désormais gouvernées de manière démocratique par tous les acteurs y participant. On observe toutefois la création de plusieurs universités dans les grandes villes.
Par la suite, la Loi Savary augmente le nombre d’instances de décision. Des filières technologiques ont été mises en place (comme les DUT à partir de 1967) et la contractualisation est apparue en 1989. Entre 2003 et 2006, les universités réforment leur cursus par la réforme LMD. De nombreuses réformes interviennent à sa suite. La loi relative aux libertés et responsabilités des universités (« loi LRU ») de 2007 modifie le statut des universités, qui accèdent à des « compétences élargies » entre 2008 et 2012,. Parallèlement, par la loi de programme pour la recherche de 2006, les universités s'engagent dans la constitution de divers regroupements ou fusions.
Début 2022, la France compte 54 établissements publics à caractère scientifique, culturel et professionnel ayant le statut d'université (voir leur liste).

## Organisation

La tour Zamansky du campus de Jussieu, à Paris.

Les universités disposent selon le code de l’éducation d’une autonomie de fonctionnement et sont régies par une démocratie interne voulue et organisée par les lois de 1968 (« loi Faure »), de 1984 (« loi Savary »), de 2007 (« loi LRU ») et de 2013 (« loi ESR »). Plus exactement la gouvernance des universités est régie par les articles L712-1 et suivants du code de l'éducation. Depuis 1968, les grands principes établis par la loi sont l'autonomie, la participation (instances de gouvernance démocratiques) et la pluridisciplinarité. Dans la loi française, une université est un type particulier d’établissement public à caractère scientifique, culturel et professionnel (EPSCP), les instituts nationaux polytechniques étant assimilés à des universités. Ce sont les établissements dont il est question dans cet article. En 2019, 67 établissements ont ce statut, auxquels s'ajoute l’institut national polytechnique de Toulouse. Le nom « université » est également porté par :
- certains regroupements universitaires ;
- les universités de technologie qui sont des ÉPSCP ayant le statut d’ « instituts et écoles extérieurs aux universités » et qui délivrent le diplôme d’ingénieurs;
- l’université Paris-Dauphine et l’université de Lorraine qui ont le statut de « Grand établissement ».

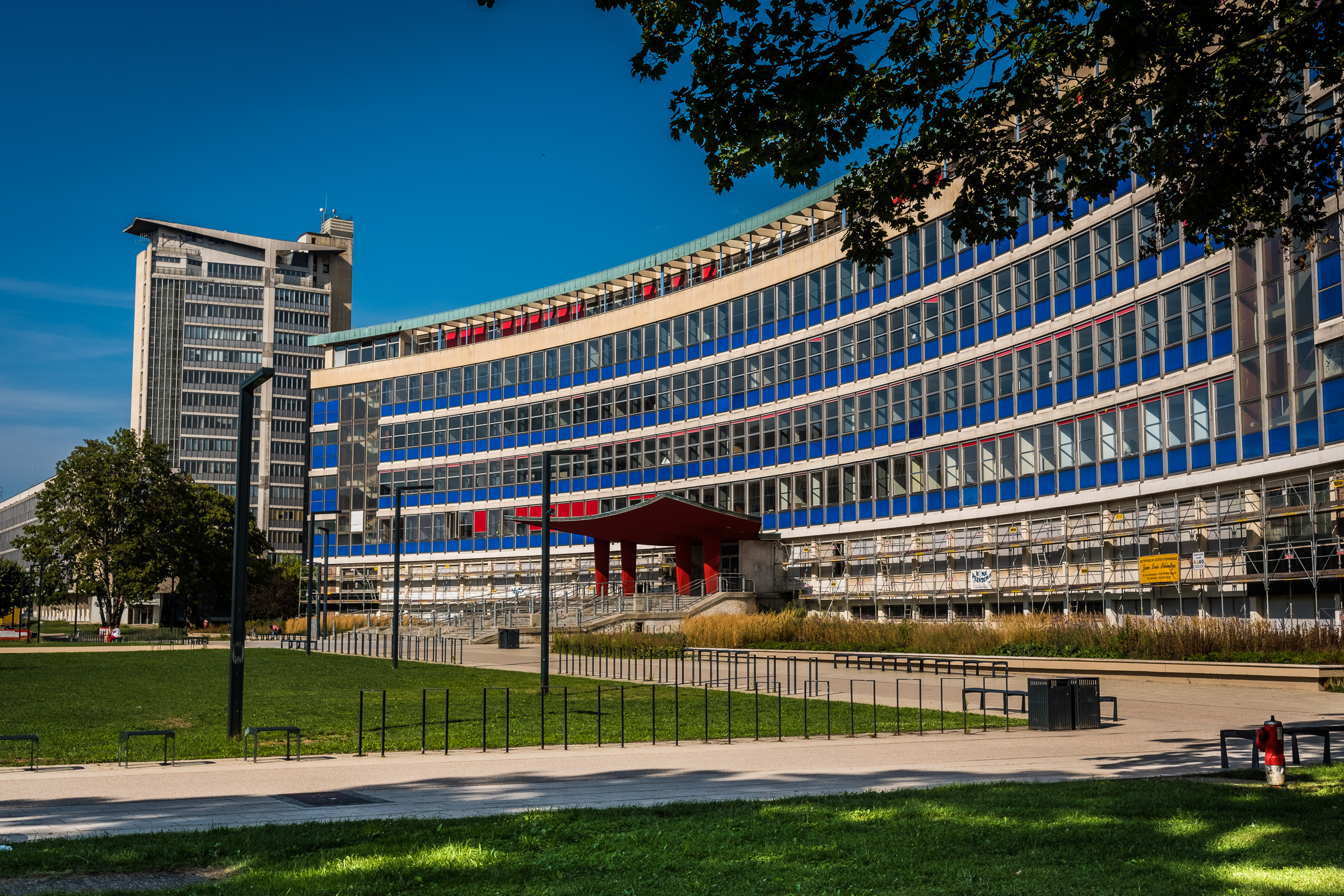
Beaucoup de campus ont été construits pendant les années 1960.
Le style architectural universitaire se banalise et se rapproche fortement de l’esthétique des grands ensembles de logements de la même époque. (photo : université de Strasbourg).

Les campus et bâtiments universitaires appartiennent à l’État. En 2009, ils sont souvent vétustes et en mauvais état ; 25 % des locaux ne répondent pas aux normes de sécurité contre l'incendie. Ils font régulièrement l’objet de plans de modernisation. Depuis la loi LRU, l’État peut « transférer aux ÉPSCP qui en font la demande la pleine propriété des biens mobiliers et immobiliers appartenant à l’État qui leur sont affectés ou sont mis à leur disposition ». Trois universités ont été engagées dans ce processus en 2011 : Clermont-I, Poitiers, Toulouse-I, d’autres suivront à partir de 2020.
Depuis la loi ESR, sur un territoire donné, qui peut être académique ou interacadémique, sur la base d'un projet partagé, les établissements publics d’enseignement supérieur relevant du seul ministère chargé de l’enseignement supérieur et les organismes de recherche partenaires coordonnent leur offre de formation et leur stratégie de recherche et de transfert. Sur la base ce projet partagé, un seul contrat pluriannuel d’établissement est conclu entre le ministre chargé de l’enseignement supérieur et les établissements regroupés,. Cette coordination peut prendre la forme :
- d’une fusion d’établissements ;
- d’un regroupement sous la forme d’une communauté d'universités et établissements, il en existe vingt-et-une ;
- d’une association simple.

### Présidence de l'université
Le président de l’université est élu à la majorité absolue par les membres élus du conseil d’administration, pour un mandat de quatre ans (renouvelable une fois). Il n’y a pas de condition de nationalité. Le président représente son université, préside le conseil d’administration et dirige l’établissement ; il dispose pour l’essentiel du pouvoir exécutif. Il s’entoure d’un « bureau ». Au niveau national, les présidents d’université sont regroupés en Conférence des présidents d'université.
Le président de l'université nomme plusieurs personnes aux fonctions de gouvernance de l'université. En effet, Le directeur général des services est nommé par le ministre chargé de l’enseignement supérieur, sur proposition de la présidence de l’université. Il assure, sous l'autorité de cette dernière, la gestion administrative et financière de l’établissement. L’agent comptable est nommé, sur proposition de la présidence, par un arrêté conjoint du ministre chargé de l'enseignement supérieur et du ministre chargé du budget. Il peut exercer, sur décision de la présidence ou de la direction, les fonctions de chef des services financiers de l’établissement. Le directeur général des services et l’agent comptable participent avec voix consultative au conseil d'administration et aux autres instances administratives de l’établissement.

### Conseil d’administration

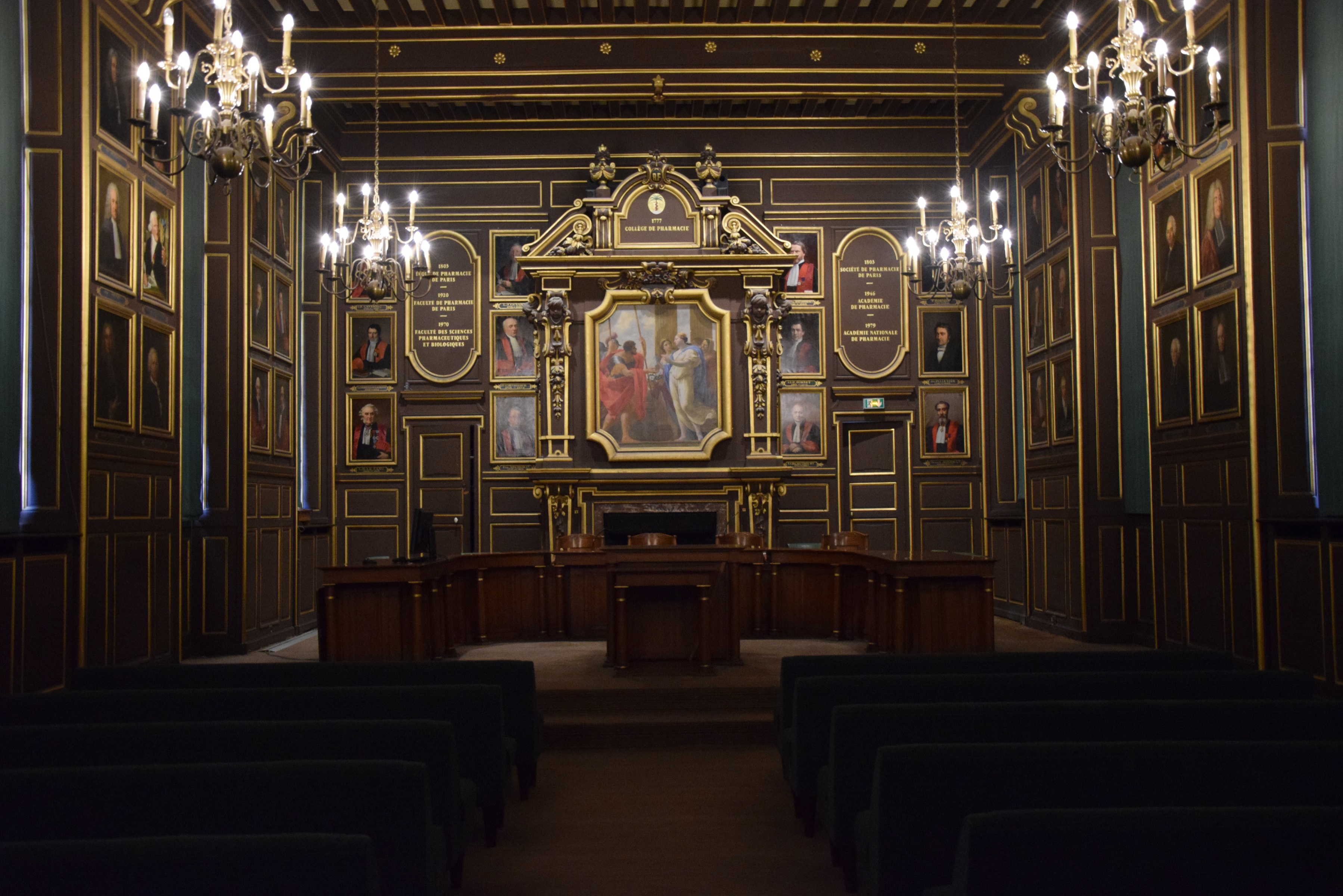
Salle des actes de la faculté de pharmacie de Paris.

Le conseil d’administration (CA) détermine la politique de l’établissement. Le conseil d'administration est donc chargé entre autres d'approuver le contrat d'établissement, voter le budget et approuver les comptes, approuver les accords et conventions signées par le président, adopter le règlement intérieur de l'université, délibérer sur les acquisitions immobilières.
Il comprend de vingt-quatre à trente six membres ainsi répartis :
- de huit à seize représentants des enseignants-chercheurs et du personnel assimilé, des enseignants et des chercheurs, en exercice dans l’établissement, dont la moitié de professeurs des universités et personnels assimilés ;
- huit personnalités extérieures à l’établissement ; qui peuvent être de nationalité française ou étrangère
- quatre ou six représentants des étudiants et des personnes bénéficiant de la formation continue inscrits dans l’établissement ;
- quatre ou six représentants du personnel ingénieurs, administratifs, techniques et des bibliothèques, en exercice dans l’établissement.

Le recteur d’académie, chancelier des universités, assiste ou se fait représenter aux séances des conseils d’administration. Il reçoit sans délai communication de leurs délibérations ainsi que des décisions des présidents et directeurs, lorsque ces délibérations et ces décisions ont un caractère réglementaire. En cas de difficulté grave dans le fonctionnement des organes statutaires ou de défaut d’exercice de leurs responsabilités, le ministre chargé de l’enseignement supérieur peut prendre, à titre exceptionnel, toutes dispositions imposées par les circonstances, comme la dissolution du conseil d’administration.
Bien que le conseil d'administration vote le budget de l'université, les universités sont financées par l’État (11 G€ en 2016), les collectivités territoriales (557 k€), les entreprises (926 k€) et les ménages (351 k€). Le coût annuel d’un étudiant de l’université est de l’ordre de 10 k€ alors qu’il est de 15 k€ pour élève de CPGE.
Les services communs ont des missions « transverses » aux composantes de l’université. Selon la partie réglementaire du code de l’Éducation, il s’agit des services des activités sportives, des étudiants étrangers, de documentation, de formation continue, d’orientation, de formation des formateurs et de médecine préventive. Les conseils d’administration peuvent créer des services supplémentaires (selon la partie réglementaire du code de l’Éducation, ce sont alors des « services généraux ») comme le service d’activités industrielles et commerciales. Ces services peuvent faire l’objet d’une coopération entre plusieurs universités

### Conseil académique

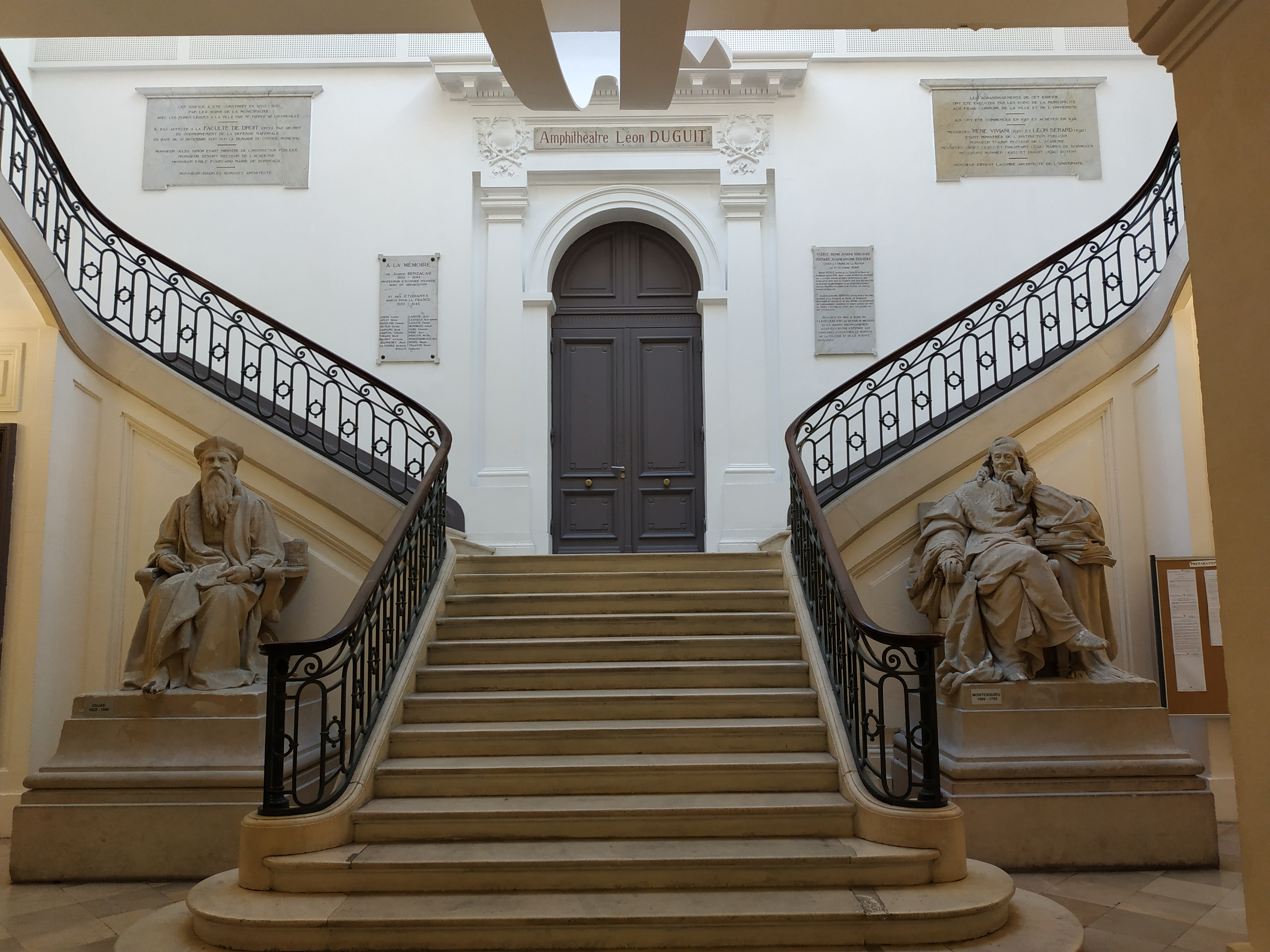
Faculté de droit et science politique de Bordeaux sur la place Pey-Berland.

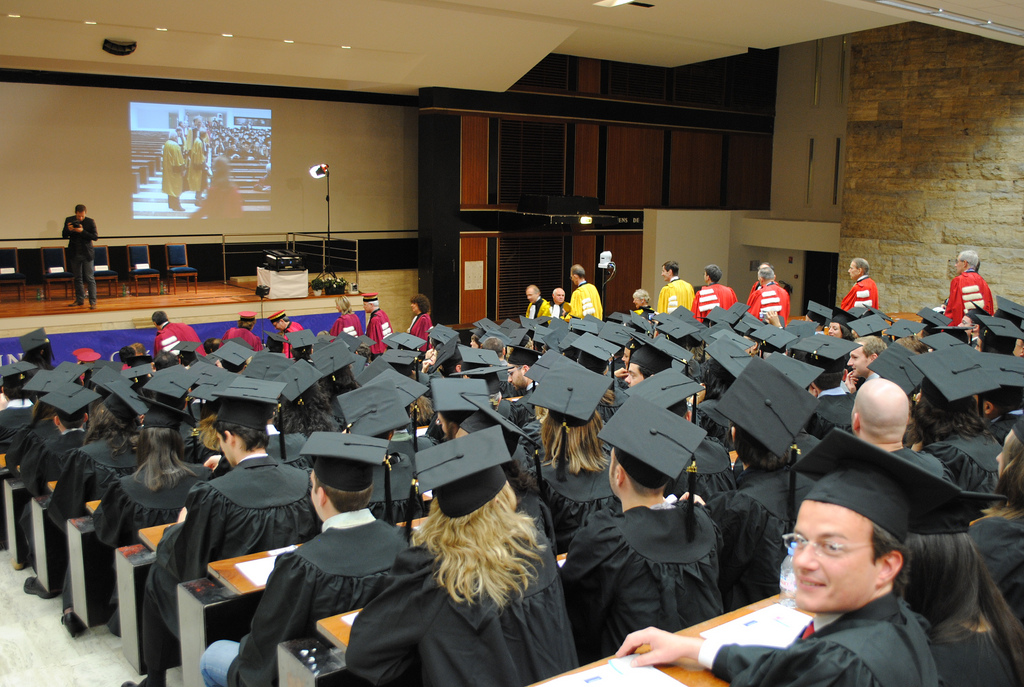
L'amphi 1 du Centre Assas lors de la cérémonie de remise des diplômes des docteurs.

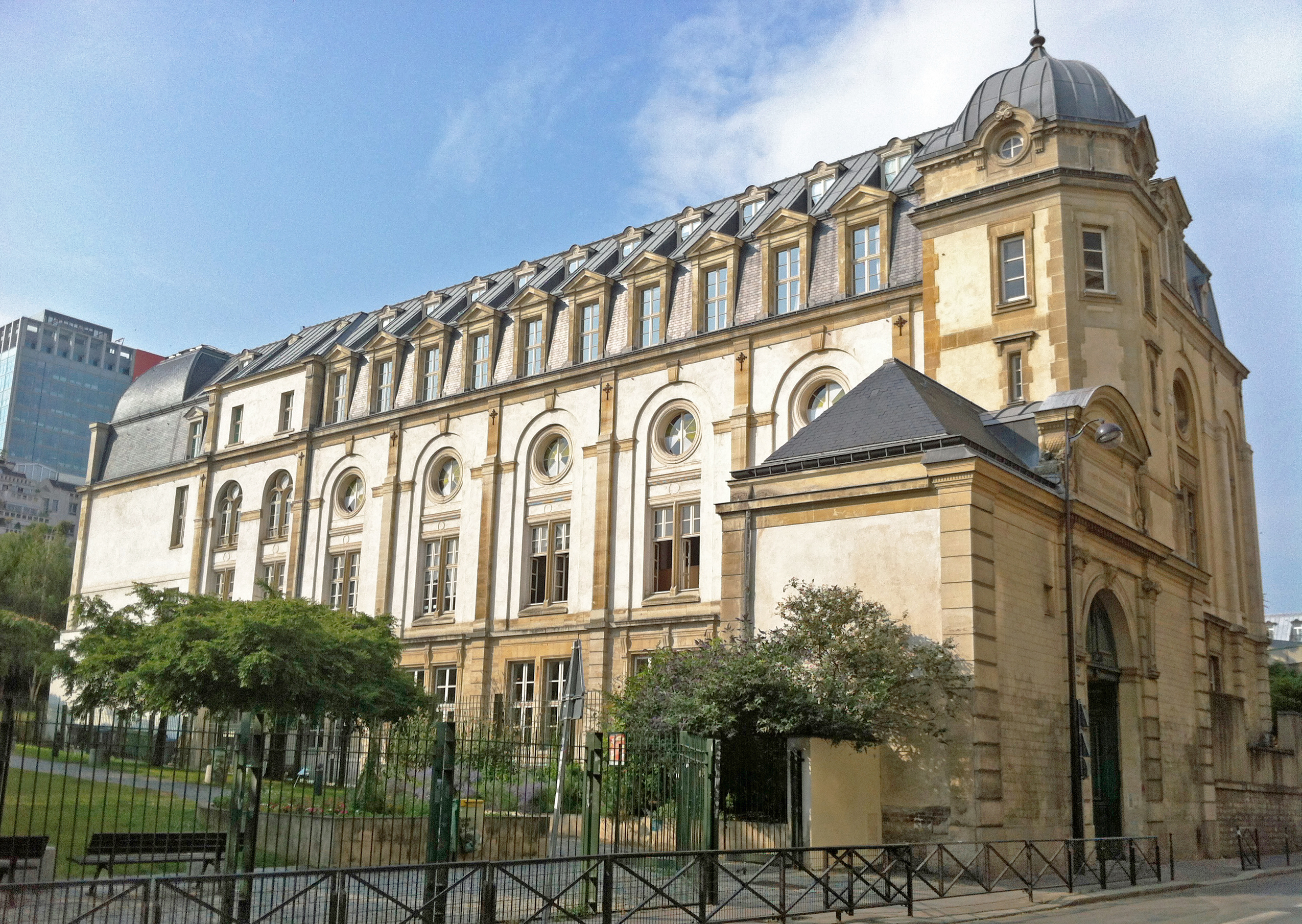
L'implantation au 391, rue de Vaugirard. L'ancien collège de l'Immaculée-Conception où le jeune Charles de Gaulle a été élève sert aujourd'hui de centre universitaire aux étudiants de première année.

Le conseil académique regroupe les membres de la commission de la recherche et de la commission de la formation et de la vie universitaire. Le président du conseil académique, qui peut être le président de l’université, et le vice-président étudiant sont élus selon les modalités prévues par les statuts de chaque université. Le président du conseil académique peut être le président du conseil de l’université.
Le conseil académique en formation plénière est consulté ou peut émettre des vœux sur les orientations des politiques de formation, de recherche, ou sur tout autre sujet touchant la vie universitaire. Les décisions du conseil académique comportant une incidence financière sont soumises à approbation du conseil d'administration. Au sein du Conseil académique, une section disciplinaire est constituée, ainsi que la section compétente pour les questions relatives au recrutement, à l'affectation et à la carrière des enseignants-chercheurs.

#### Commission de la recherche
La commission de la recherche du conseil académique répartit l’enveloppe des moyens destinée à la recherche telle qu’allouée par le conseil d'administration et sous réserve du cadre stratégique de sa répartition, tel que défini par le conseil d’administration. La commission de la recherche comprend de vingt à quarante membres ainsi répartis :
- de 60 à 80 % de représentants du personnel. Le nombre de sièges est attribué pour la moitié au moins aux professeurs et aux autres personnes qui sont habilitées à diriger des recherches, pour un sixième au moins aux docteurs n’appartenant pas à la catégorie précédente, pour un douzième au moins aux autres personnels parmi lesquels la moitié au moins d’ingénieurs et de techniciens ;
- de 10 à 15 % de représentants des doctorants inscrits en formation initiale ou continue ;
- de 10 à 30 % de personnalités extérieures qui peuvent être des enseignants-chercheurs ou des chercheurs appartenant à d'autres établissements.

#### Commission de la formation et de la vie universitaire
La commission de la formation et de la vie universitaire (CFVU) du conseil académique est consultée sur les programmes de formation des composantes. Le directeur du centre régional des œuvres universitaires et scolaires ou son représentant assiste aux séances de la commission de la formation et de la vie universitaire du conseil académique. La commission de la formation et de la vie universitaire comprend de vingt à quarante membres ainsi répartis :
- de 75 à 80 % de représentants des enseignants-chercheurs et enseignants, d'une part, et des étudiants, d'autre part, les représentations de ces deux catégories étant égales et la représentation des personnes bénéficiant de la formation continue étant assurée au sein de la deuxième catégorie ;
- de 10 à 15 % de représentants du personnel administratif, technique, ouvrier et de service ;
- de 10 à 15 % de personnalités extérieures, dont au moins un représentant d'un établissement d'enseignement secondaire.

### Financement
En 2006, la LRU et la LOLF introduisent des critères de performance dans le financement des établissements d'enseignement supérieur en France. L'article L712-9 du Code de l'éducation définit un plan pluriannuel d'établissement entre l'État et chaque établissement, qui prévoit le financement pour chaque année, sous réserve des crédits attribués par la loi de finances, et qui distingue les crédits associés à la masse salariale, les autres crédits de fonctionnement et les crédits d'investissement. Le plafond d'emploi de la masse salariale et le nombre d'agents contractuels qui peuvent être recrutés est définie dans le plan pluriannuel. Chaque établissement doit faire certifier ses comptes par un commissaire au compte chaque année, et devient responsable de son audit interne et du pilotage financier et patrimonial.
Il est réformé avec le système San Remo, puis à partir du 1er janvier 2009 par SYMPA (Système de répartition des Moyens à la Performance et à l'Activité),.
En 2017, SYMPA est abandonné par le Ministère de l'Enseignement supérieur et de la Recherche mais sert toujours de référence, parallèlement à un dialogue avec chaque établissement, le dialogue stratégique et de gestion (DSG). Néanmoins, ce DSG est dénoncé comme ne permettant pas un financement récurrent suffisant, qui ne tient pas compte des contrats d'établissements, ni des évolutions d'effectifs d'étudiants ou du glissement vieillesse technicité (GVT), de l'implantation territoriale ou des contributions des collectivités territoriales, et de l'évaluation de l'établissement. En particulier, depuis 2019, le ministère de l'Enseignement supérieur ne finance plus le GVT, qui représente 80 millions d'euros en 2022.
En janvier 2022, Emmanuel Macron annonce que la gratuité des études supérieures en France est inefficace au vu du taux d'échec en première année dans les universités. Il est alors accusé par les syndicats étudiants de vouloir en finir avec la gratuité des universités françaises[source insuffisante].  
La même année, l'État n'a pas compensé le coût des revalorisations des salaires de la fonction publique et les établissements ont dû utiliser leurs fonds de roulement pour le prendre en charge, mais participe à ces revalorisations pour l'année 2023. La ministre de l'Enseignement supérieur Sylvie Retailleau encourage alors les universités à puiser dans leurs fonds de roulement.  
En 2024, le financement des universités n'inclut pas le coût des revalorisations salariales de la fonction publique décidée par l'État,. 
Au XXIe siècle, selon le conseil d’analyse économique et la commission nationale consultative des droits de l’homme, l'université française est continuellement sous-financée. Entre 2010 et 2020, les effectifs étudiants ont augmenté de 20 % et le nombre d’enseignants diminué de 2 %, ce qui explique le faible taux de réussite et signe l'échec de la stratégie qui voulait conduire 80 % d’une classe d’âge au niveau du bac.

## Composantes
Les universités regroupent diverses composantes d'enseignement qui sont d’une part les unités de formation et de recherche (UFR), anciennement appelées « facultés », et d’autre part les écoles ou instituts. Ces composantes sont libres de fixer leur statut qui doivent être approuvés par le conseil d’administration et leur budget. Les regroupements de composantes sont possibles. Ainsi les universités fusionnées sont organisées en collèges qui regroupent plusieurs UFR et instituts. La recherche figure aussi parmi les missions de la plupart des établissements publics à caractère scientifique, culturel et professionnel. Ils participent à la formation de jeunes chercheurs, étudiants de deuxième et troisième cycles, par la recherche. Ces établissements comprennent les universités, les grands établissements, les écoles normales supérieures, les écoles et instituts extérieurs aux universités et les écoles françaises à l'étranger. Les universités participent au service public de l’enseignement supérieur, dont les six missions sont ainsi définies par la loi :
1. la formation initiale et continue tout au long de la vie,
2. la recherche scientifique et technologique, la diffusion et la valorisation de ses résultats au service de la société,
3. l’orientation, la promotion sociale et l’insertion professionnelle,
4. la diffusion de la culture humaniste en particulier à travers le développement des sciences humaines et sociales, et de la culture scientifique, technique et industrielle,
5. la participation à la construction de l'Espace européen de l'enseignement supérieur et de la recherche,
6. la coopération internationale.

La particularité française est que les universités ne sont pas les seuls lieux d’enseignement supérieur et de recherche. Il existe en effet parallèlement des « écoles » de l’enseignement supérieur et des organismes de recherche (des EPST comme le Centre national de la recherche scientifique). Ce manque de lisibilité a motivé la création des regroupements universitaires à partir de 2006, ainsi que des initiatives d’excellence en 2011. Selon certains économistes, le rôle de l’université serait de favoriser la croissance économique. Ainsi, dans un rapport de 2004, Philippe Aghion et Élie Cohen proposent de mettre fin à la coupure supposée entre recherche et enseignement supérieur, et de donner aux universités les moyens d’accompagner l’innovation. Cette position fut plus ou moins reprise par les gouvernements de ces vingt dernières années. À l’opposé, des syndicats d’étudiants ou d’enseignants défendent une vision de l’université comme étant un lieu de savoir ouvert à tous. Ces différences de point de vue font régulièrement l’objet de manifestations, pouvant aboutir à des mobilisations universitaires.

### Enseignement

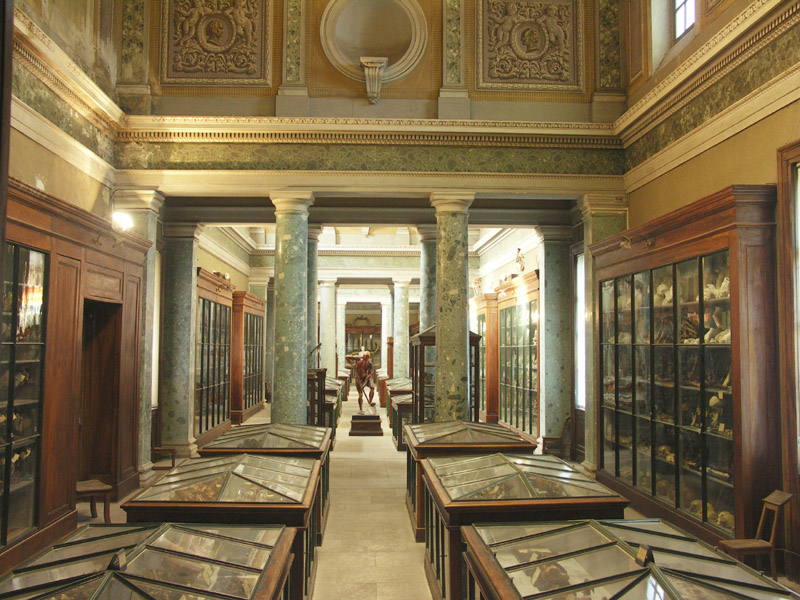
Le musée d’anatomie de l’UFR de Médecine de l'université de Montpellier.

L’enseignement des universités couvre tous les domaines du savoir. Elle est principalement assurée par des enseignants-chercheurs. Les universités jouissent d’une autonomie pédagogique : elles réalisent et proposent les maquettes de leurs diplômes, qui sont ensuite accrédités par le ministre chargé de l’Enseignement supérieur et de la Recherche pour la durée du contrat pluriannuel conclu avec l’État. L’arrêté d’accréditation de l’établissement emporte habilitation de ce dernier à délivrer les diplômes nationaux. Les diplômes peuvent couvrir la formation initiale et la formation continue. Depuis 2003, la formation générale est organisée autour des diplômes suivants :
- la licence est un diplôme s’obtenant après trois années d’études universitaires,
- le master conclut deux années d’études après la licence, soit cinq ans d'études universitaires,
- le doctorat est délivré après un travail de recherche (une « thèse ») durant généralement trois ans après le master.

À côté de cette formation générale, des composantes de l’université proposent les formations professionnelles suivantes :
- le bachelor universitaire de technologie (BUT) : formation de trois ans délivrée dans un IUT ;
- le magistère : formation d’une durée de cinq ans ;
- les diplômes d’ingénieurs (cinq années post-bac) dans des « écoles internes » ;
- les études de médecine, pharmacie, de odontologiques et maïeutique ;
- la préparation à certains concours (enseignement, fonction publique, écoles d’ingénieurs…) ;
- le diplôme d'accès aux études universitaires et la capacité en droit ;
- l'habilitation à diriger des recherches (diplôme qui est une reconnaissance et non l’achèvement d’un cursus).

Les diplômes universitaire (DU) ou inter-universitaire (DIU) sont des diplômes spécifiques à un établissement qui ne sont pas soumis à une habilitation du ministère et n’ont donc pas la qualité de diplômes nationaux. Il en existe à tous les niveaux d'études mais ces diplômes intéressent principalement la formation continue et la formation complémentaire de certaines professions comme les professions de santé. En France, de nombreux domaines d’études post-bac (art, administration, agronomie, architecture, armée, commerce, construction, industrie, commerce, notariat, vétérinaire, etc.) ou post-universitaires (administration, documentation, magistrature, notariat...) sont enseignés en dehors des universités dans des « écoles » ou des lycées.
| Nom du diplôme (niv. RNCP/ CEC, sauf (-)) | Années                                          |                                                          | |               |            |                    |                      |                           |                         |                         |                         |                         |                   |                       |                             |  |  |  |          |
| Nom du diplôme (niv. RNCP/ CEC, sauf (-)) | 9 et +                                          |                                                          | DE Médecin DES (-)                                                                                                  | HDR (-)       |            |                    |                      |                           |                         |                         |                         |                         |                   |                       |                             |  |  |  | DESV (-) |
| Nom du diplôme (niv. RNCP/ CEC, sauf (-)) | +8                                              | Doctorat (8)                                             | DE Médecin DES (-)                                                                                                  | DSA DPEA (-)  | DEC (-)    |                    |                      |                           |                         |                         |                         |                         |                   |                       |                             |  |  |  | DESV (-) |
| Nom du diplôme (niv. RNCP/ CEC, sauf (-)) | +7                                              | Doctorat (8)                                             | DE Médecin DES (-)                                                                                                  | DSA DPEA (-)  | DEC (-)    |                    |                      |                           |                         |                         |                         |                         |                   |                       |                             |  |  |  | DESV (-) |
| Nom du diplôme (niv. RNCP/ CEC, sauf (-)) | +6                                              | Doctorat (8)                                             | DE Dentaire (-) DE Pharmacie (-) DFASM (7)                                                                          | HMONP (-)     | DEC (-)    | DE Vétérinaire (-) |                      |                           |                         |                         |                         |                         |                   |                       |                             |  |  |  |          |
| Nom du diplôme (niv. RNCP/ CEC, sauf (-)) | +5                                              | DFASO DFASP DEMK DESF (7)                                | Master (7) | DEA (7)       | DSCG (7)   | DNSEP(7) DSAA (-)  | CCO DE IA DE IPA (7) | CA (7) CNSMD(7) CNSAD (-) | MSc MBA MS Diplovis (-) | ENC (-) ENS (-) INP (-) | ENS (-) IAE (7) ESC (-) | EI (7) ENS (-) DEFV (7) |                   |                       |                             |  |  |  |          |
| Nom du diplôme (niv. RNCP/ CEC, sauf (-)) | +4                                              | DFASO DFASP DEMK DESF (7)                                | Master (7) | DEA (7)       | DSCG (7)   | DNSEP(7) DSAA (-)  | CCO DE IA DE IPA (7) | CA (7) CNSMD(7) CNSAD (-) | MSc MBA MS Diplovis (-) | ENC (-) ENS (-) INP (-) | ENS (-) IAE (7) ESC (-) | EI (7) ENS (-) DEFV (7) |                   |                       |                             |  |  |  |          |
| Nom du diplôme (niv. RNCP/ CEC, sauf (-)) | +3                                              | DFGSM DFGSO DFGSP DFGSMa (6)                             | Licence (6) | LP BUT (6)    | DEEA (6)   | DCG (6)            | DN MADE DNA (6)      | DE I (6) IFPS IRFSS (-)   | DNSP (6)                | ENC (-) ENS (-) INP (-) | ENS (-) IAE (7) ESC (-) | EI (7) ENS (-) DEFV (7) | IRTS (3-6)        | Bachelor Diplovis (-) |                             |  |  |  |          |
| Nom du diplôme (niv. RNCP/ CEC, sauf (-)) | +2                                              | DFGSM DFGSO DFGSP DFGSMa (6)                             | Licence (6) | LP BUT (6)    | DEEA (6)   | DCG (6)            | DN MADE DNA (6)      | DE I (6) IFPS IRFSS (-)   | DNSP (6)                | BTS (5)                 | AL/BL LSH (-)           | ECG D1 D2 (-)           | IRTS (3-6)        | Bachelor Diplovis (-) | BC MP PC PSI PT MPI TSI (-) |  |  |  |          |
| Filière, discipline ou spécialité         | +1                                              | L.AS PASS (-)                                            | Licence (6) | LP BUT (6)    | DEEA (6)   | DCG (6)            | DN MADE DNA (6)      | DE I (6) IFPS IRFSS (-)   | DNSP (6)                | BTS (5)                 | AL/BL LSH (-)           | ECG D1 D2 (-)           | IRTS (3-6)        | Bachelor Diplovis (-) | BC MP PC PSI PT MPI TSI (-) |  |  |  |          |
| Filière, discipline ou spécialité         |                                                 | Médecine Odontologie Pharmacie Maïeutique Kinésithérapie | Arts - Commerce, économie - Droit - Enseignement - Lettres et langues - Sciences humaines - Sciences et technologie | Pro ou Techno | Architecte | Comptabilité       | Arts Design Mode     | Paramédical et santé      | Musique Danse Comédie   | Social Sports           | Libre Technique         | STS                     | Lettres           | Économie              | Scientifique                |  |  |  |          |
| Filière, discipline ou spécialité         | Université, École délivrant un diplôme national | Université, École délivrant un diplôme national          | Université, École délivrant un diplôme national                                                                     | École         | École      | École              | École                | École                     | École                   | École Privée            | École, Lycée CPGE       | École, Lycée CPGE       | École, Lycée CPGE | École, Lycée CPGE     |                             |  |  |  |          |

#### Unités de formation et de recherche (UFR)

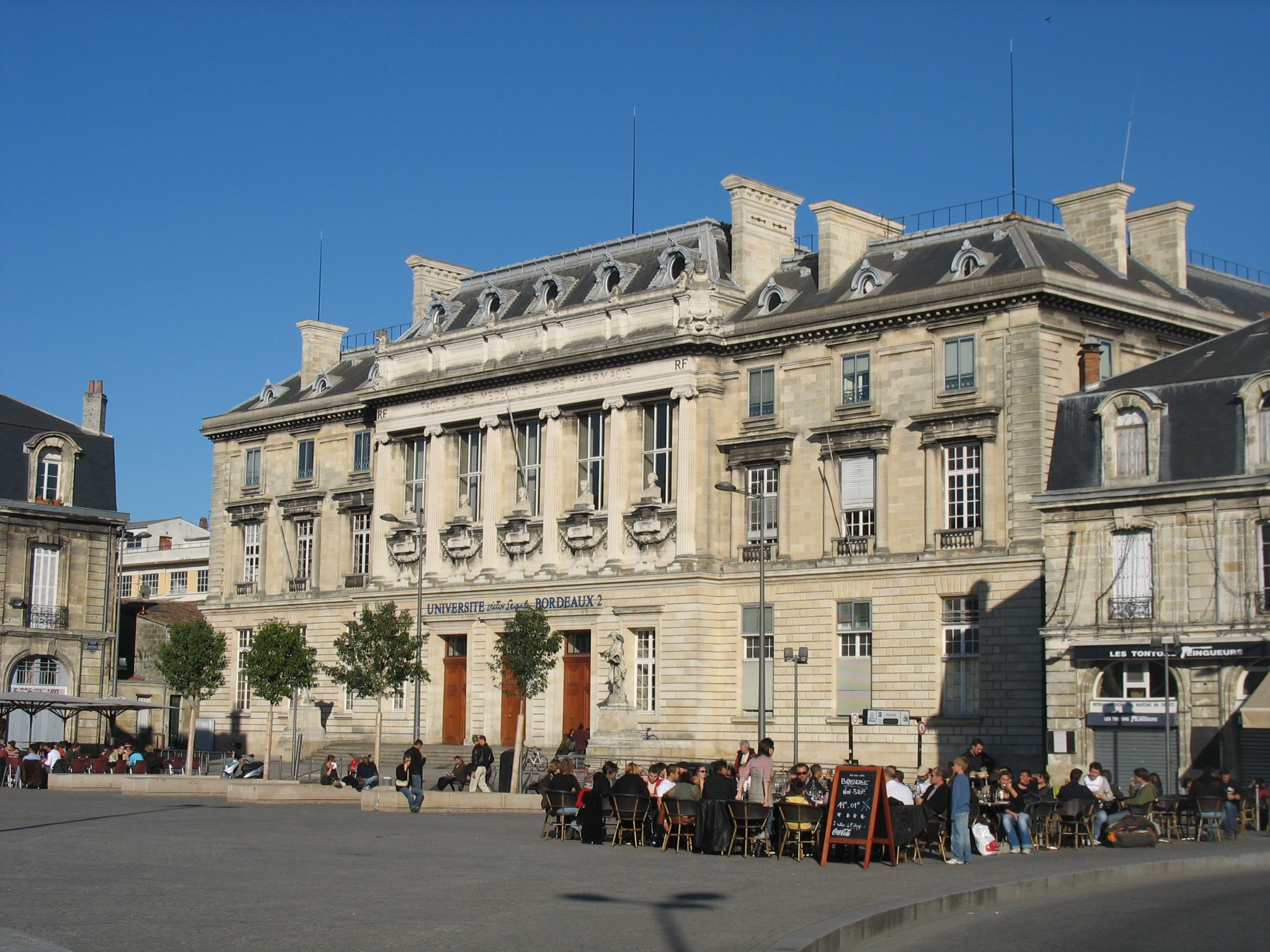
Site de formations et recherche en sciences humaines de l’université de Bordeaux, place de la Victoire.

Avec la loi Faure du 12 novembre 1968, les facultés ont été supprimées et remplacées par des unités d'enseignement et de recherche (UER). Les unités de formation et de recherche (UFR) ont ensuite remplacé les UER à la suite de la loi du 26 janvier 1984 dite « loi Savary ». Les unités de formation et de recherche (UFR) ont ainsi succédé (via les UER) aux facultés après les lois Faure et Savary. 
Une unité de formation et de recherche (UFR) est une composante d'une université créé par la loi Savary de 1984. Elle associe des départements de formation et des laboratoires de recherche. « Elles correspondent à un projet éducatif et à un programme de recherche (mis en œuvre par des enseignants-chercheurs, des enseignants et des chercheurs) relevant d'une ou de plusieurs disciplines fondamentales »[pas clair]. Les UFR correspondent donc approximativement à l'ancienne appellation « faculté ». Certains établissements conservent ces intitulés par tradition. Par ailleurs, les UFR regroupant souvent plusieurs disciplines, les départements qui y sont rattachés sont également appelés « faculté » par abus de langage.
Chaque université comprend plusieurs unités de formation et de recherche, souvent se rapportant à un champ disciplinaire plus ou moins large (exemple : unité de formation et de recherche en sciences, unité de formation et de recherche en mathématiques). Une université (ou un autre établissement public à caractère scientifique, culturel et professionnel) peut comporter un institut national supérieur du professorat et de l'éducation. Elles sont créées par le conseil d’administration. En général, une UFR correspond à un champ disciplinaire. Les UFR associent des départements de formation et des laboratoires ou centres de recherche.
Certaines UFR portent le nom de faculté, d'institut ou d'école.

##### Conseil d'UFR

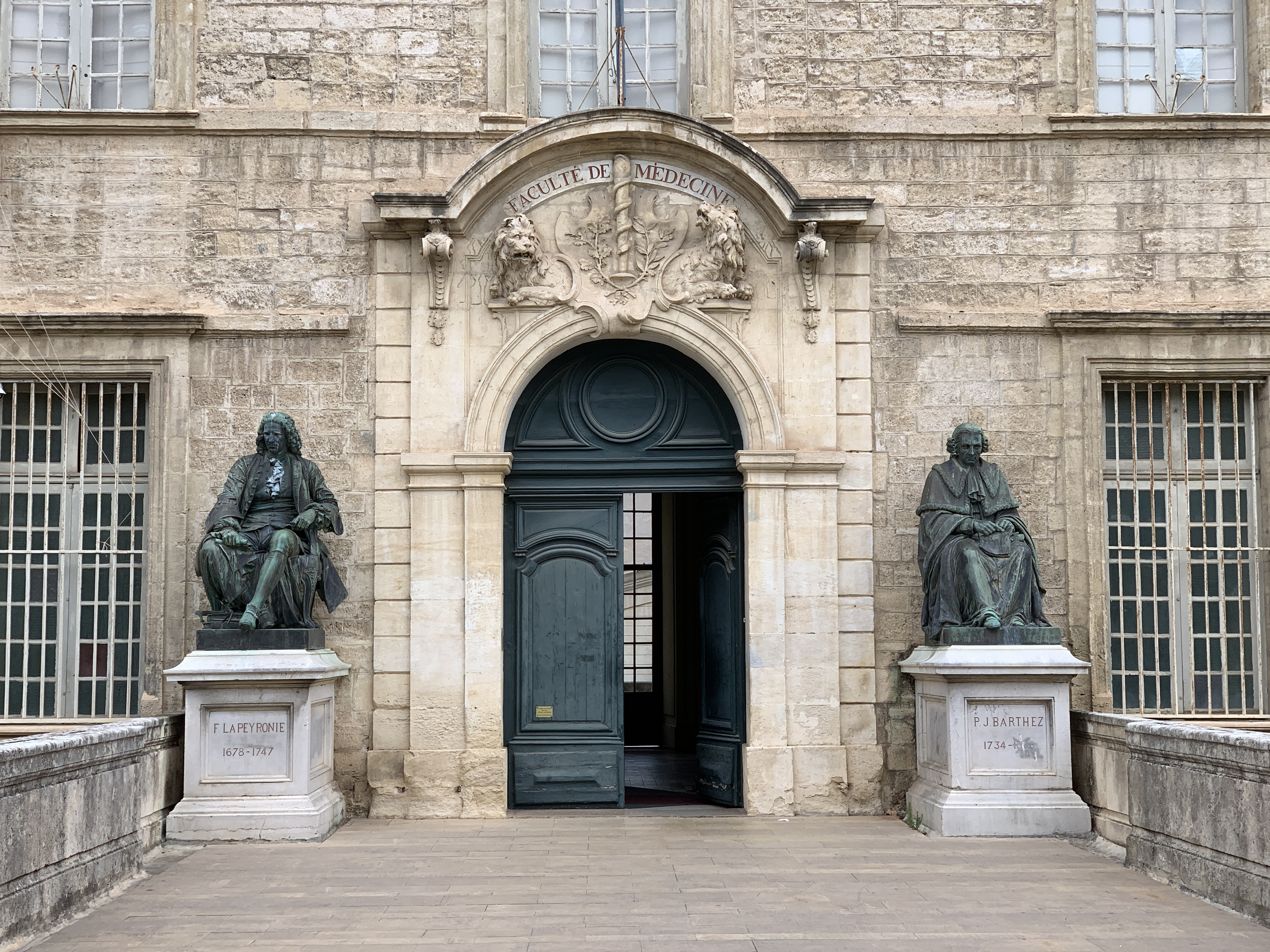
Faculté de médecine de Montpellier.

Selon l'article L713-1 du code de l'éducation, les unités de formation et de recherche (UFR) sont créées par délibération du conseil d'administration de l'université après avis du conseil académique. Elles élaborent leurs statuts, qui doivent être approuvés par le conseil d'administration de l'université, et leur organisation interne. Les unités de formation et de recherche associent des départements de formation, créés par délibération du conseil d'administration de l'université et qui peuvent correspondre à un sous-domaine (par exemple département de mathématiques appliquées dans une UFR de mathématiques) ou un cycle d'étude (par exemple, département des trois premières années de licence), et des laboratoires de recherche ou centres de recherche, également créés par délibération du conseil d'administration de l'université. Elles correspondent à un projet éducatif et à un programme de recherche mis en œuvre par des enseignants-chercheurs, des enseignants et des chercheurs relevant d'une ou de plusieurs disciplines fondamentales.
Les UFR sont administrées par un conseil élu et dirigées par un directeur élu par ce conseil. Ce conseil comprend au maximum quarante membres élus dont des enseignants-chercheurs, chercheurs ou enseignants de l'unité, des représentants des étudiants et du personnel IATOS et des personnalités extérieures. La composition doit comprendre entre 20 et 50 % de personnalités extérieures et au moins autant d’élus d’enseignants que d’élus étudiants et du personnel. Le conseil de l’unité élit le directeur pour cinq ans renouvelables une fois. C’est obligatoirement quelqu’un qui enseigne dans l’unité. Il est parfois appelé doyen par tradition universitaire. Les UFR sont principalement chargées de la formation « générale » (licence, master, doctorat). 
Les unités de formation et de recherche de médecine, pharmacie, odontologie et maïeutique sont régies de façon particulière (dites à « statut dérogatoire »). Elles passent des conventions avec les centres hospitaliers régionaux pour constituer un centre hospitalier universitaire et leurs structures sont établies en liaison avec le(s) CHU correspondant(s). Comme les autres UFR, elles ne sont néanmoins pas dotées de la personnalité juridique et les conventions sont contresignées par le président de l'université dont fait partie l'UFR. Contrairement aux autres UFR, elles décident elles-mêmes du contenu de leur formation pour les deuxièmes et troisièmes cycles.

##### Département de formation
Au sein d'une UFR, il existe un département de formation, dévoué à l'enseignement plutôt qu'à la recherche. Les départements de formation sont créés au sein d'une UFR par délibération du conseil d'administration de l'université. Ils peuvent correspondre à un sous-domaine (exemple : département de chimie dans une UFR de sciences naturelles, département de géographie et d'aménagement dans une UFR de sciences humaines) ou à un cycle d'étude (exemple: département des trois années de Licence). Par abus de langage et parce qu'ils sont souvent organisés par disciplines, il arrive que l'on appelle facultés les départements, alors que les anciennes facultés correspondent plutôt aux UFR[réf. nécessaire].

#### Instituts ou écoles

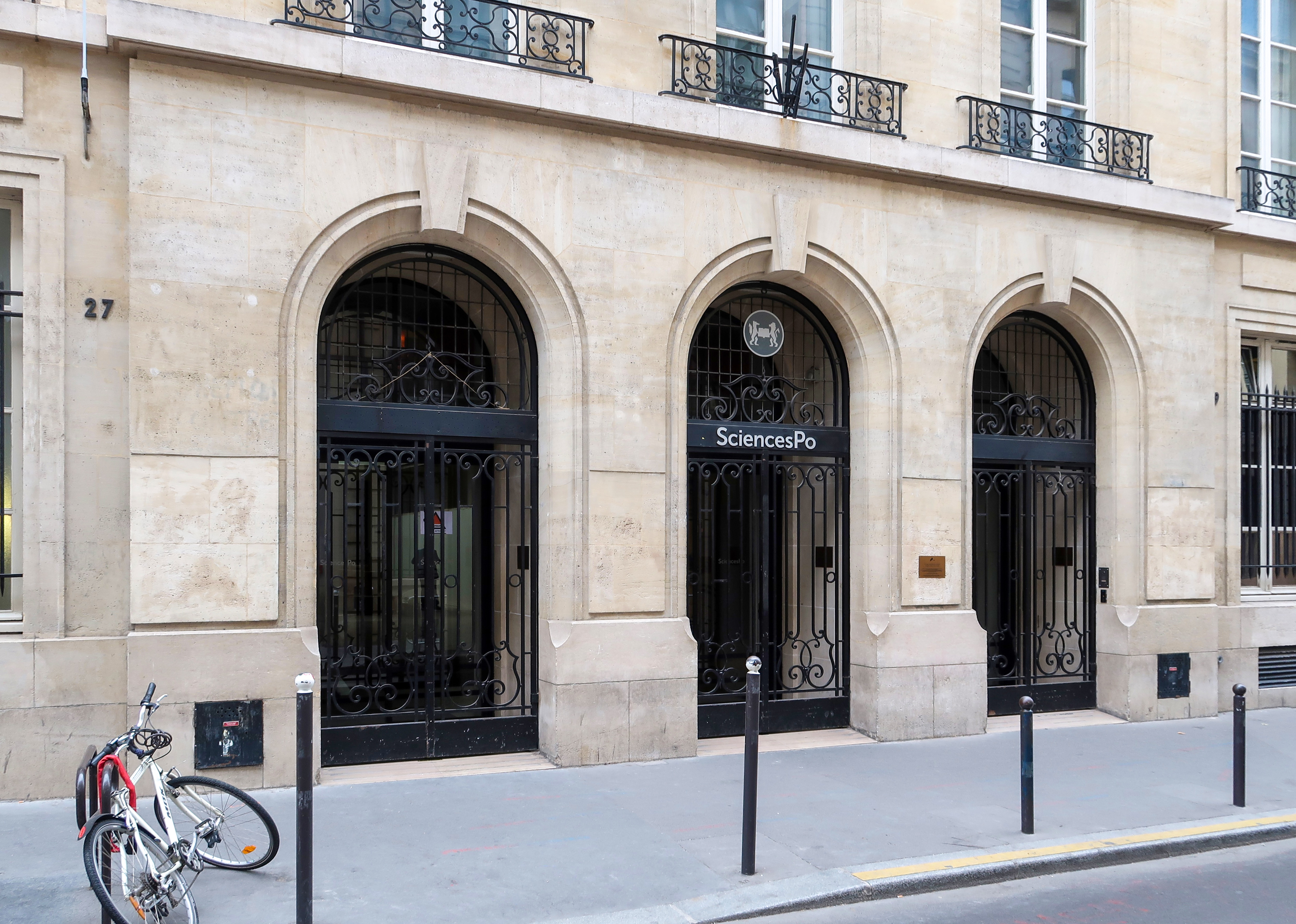
Entrée de Sciences Po Paris.

Les instituts et les écoles faisant partie des universités sont créés par arrêté du ministre chargé de l’enseignement supérieur sur proposition ou après avis du conseil d’administration de l’université et du CNESER. Ils sont administrés par un conseil élu et dirigés par un directeur choisi dans l’une des catégories de personnels qui ont vocation à enseigner dans l’institut ou l’école, sans condition de nationalité. Les directeurs d’école sont nommés par le ministre chargé de l’enseignement supérieur sur proposition du conseil et les directeurs d’instituts sont élus par le conseil. Leur mandat est de cinq ans renouvelable une fois. Ces composantes peuvent définir leur programme de recherche. Les composantes décrites ci-dessous sont régies par la partie réglementaire du code de l’Éducation :
- Les instituts universitaires de technologie[57] (IUT) recrutent, de manière sélective, au niveau du baccalauréat, ils forment des techniciens supérieurs et mènent au Diplôme universitaire de technologie. Les diplômés peuvent rentrer dans la vie active ou poursuivirent des études en IUP, école d’ingénieur, école de commerce, licence.
- Les instituts de préparation à l’administration générale[58] (IPAG) préparent les étudiants aux concours d'accès aux trois fonctions publiques et à de nombreux organismes publics ou parapublics. Ils préparent également à des diplômes nationaux en administration publique (licence et master) et à des certificats. Le niveau de recrutement varie suivant la formation ou la préparation considérées.
- Les observatoires des sciences de l’Univers ont pour missions de contribuer au progrès de la connaissance de l’Univers, de la Terre et des océans[59].
- Les écoles polytechniques universitaires ont pour missions la formation d’ingénieurs, y compris en alternance ou par apprentissage[60].

Les universités peuvent avoir également des composantes spécifiques non réglementées.
- Les instituts d’administration des entreprises (IAE) proposent des formations en gestion et administration des entreprises (L’Institut d'administration des entreprises de Paris n’est pas concerné par ce statut)
- Les instituts d’études politiques de Strasbourg et de Saint-Germain-en-Laye (les autres instituts d’études politiques ne sont pas concernés par ce statut).
- Un certain nombre d’écoles d’ingénieurs internes.

#### Regroupements de composantes
Un regroupement de composantes est une composante d'une université créée par la loi du 22 juillet 2013 relative à l'enseignement supérieur et à la recherche, dite « loi Fioraso ». Un regroupement de composantes est créé par délibération du conseil d'administration de l'université après avis du conseil académique. Pour les regroupements d'écoles ou d'instituts, le regroupement de composantes est créé par arrêté du ministre chargé de l'Enseignement supérieur sur proposition ou après avis du conseil d'administration de l'université et du Conseil national de l'enseignement supérieur et de la recherche,.
Il associe des unités de formation et de recherche (UFR) (départements, laboratoires et centres de recherche, etc.) et des écoles ou des instituts. Certaines universités, telles que Sorbonne Université ou l'université Paris-Cité nomment leurs regroupements de composantes « facultés » et d'autres, telles que les universités de Bordeaux et de Pau les nomment « collèges »,,.
Certaines compétences du conseil d'administration ou du conseil académique d'une université peuvent être déléguées à ces regroupements de composantes si les statuts de l'université le prévoient.

### Recherche

#### École doctorale
Les écoles doctorales sont en France des organes internes aux établissements publics d'enseignement supérieur et de recherche habilités à délivrer le doctorat, mettant en œuvre la formation doctorale. Le concept d'école doctorale est inspirée par celui d'une graduate school (école graduée), qui désigne une formation de deuxième ou de troisième cycle orientée vers la recherche dans les universités de type anglo-saxon. Les écoles doctorales apparaissent dans la réglementation en 2006. Les écoles doctorales sont regroupés au sein d'un collège doctoral au sein d'une université.
Sous la responsabilité des établissements accrédités, les écoles doctorales ou les collèges doctoraux organisent la formation des doctorants et les préparent à leur activité professionnelle à l'issue de la formation doctorale. Ils regroupent des unités et des équipes de recherche d'un ou de plusieurs établissements.

#### Établissements de recherche

Logo du Centre national de la recherche scientifique (CNRS).

En France, les laboratoires de recherche sont affiliés à un ou plusieurs établissements d'enseignement supérieur, appelés « tutelles » ou organisme de recherche (EPST) comme le CNRS, l'INSERM, l'INRAE, le CNES, etc. Les établissements de tutelle sont en général les employeurs de la plus grande partie des personnels. Ils sont également les responsables légaux des unités, détiennent les comptes bancaires, sont généralement propriétaires ou gestionnaires des locaux, etc. Ils sont alors la seule entité disposant de la personnalité juridique, le laboratoire de recherche étant considéré comme un service partagé de ses établissements de tutelle. Ceci explique qu'ils disposent d'un fort pouvoir sur les laboratoires, ce qui est parfois perçu, à tort, comme une ingérence. Du fait de l'importance des activités d'enseignements pour une partie du personnel, les laboratoires universitaires sont souvent liés à une faculté d'enseignement (par exemple, en France, la structure des UFR).
La recherche publique en France se fait par deux types d’établissement :
- Les organismes de recherche : ce sont les établissements publics à caractère scientifique et technologique (ÉPCST) comme le centre national de la recherche scientifique (CNRS) ou l’institut national de la santé et de la recherche médicale (INSERM) et quelques établissements publics à caractère industriel et commercial (ÉPIC) comme le commissariat à l'énergie atomique et aux énergies alternatives (CEA) ou l’office national d'études et de recherches aérospatiales (ONÉRA).
- Les établissements de recherche et d’enseignement supérieur : établissements publics à caractère scientifique, culturel et professionnel dont les universités et établissements publics à caractère administratif sous tutelle du ministère de l’enseignement supérieur et de la recherche.

#### Laboratoires de recherche

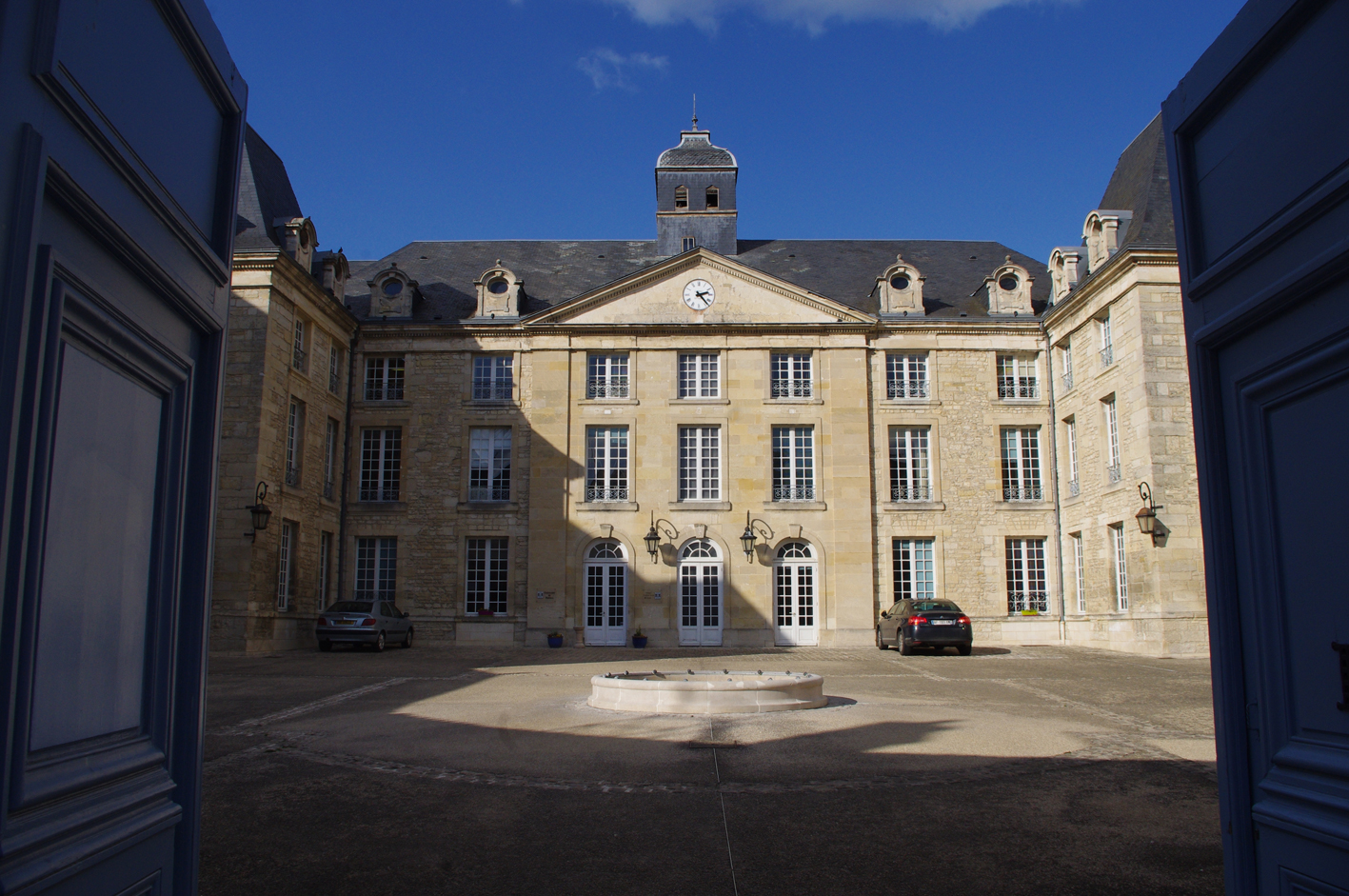
L'hôtel Pinet, siège de l’université de Poitiers.

Un laboratoire de recherche est une structure sociale constituée donnant un cadre de travail aux chercheurs. Il peut être affilié à une université, à un musée, ou à un organisme de recherche scientifique (en France, par exemple, un EPST comme le CNRS). Ce terme est employé sans impliquer nécessairement que des travaux de laboratoire y soient menés, il existe par exemple des laboratoires de recherche en mathématiques, en linguistique ou en sciences sociales. En 1993, François Fillon, ministre de l’Enseignement et de la Recherche lance une réflexion sur la coopération entre les organismes et les universités. C’est ainsi que va naître le principe des unités mixtes avec une contractualisation entre l’État, les universités et les organismes tous les quatre ans. Ce contrat engage un budget mais aussi un programme scientifique.
Pour être évalués, les laboratoires doivent au préalable avoir été accrédités par la commission recherche de son établissement support (université, école supérieure, etc.). Ils obtiennent alors un identifiant qui permet de les répertorier dans les bases de données des ministères et organismes de tutelles. Cet identifiant est composé du sigle du label et d'un numéro d'identification, par exemple UR no 1905. Ils peuvent s'appeler :
- unité de recherche (UR) : label obtenu après évaluation du dossier par le Haut Conseil de l'évaluation de la recherche et de l'enseignement supérieur (HCERES) et l'université gérant l'UR. L'UR remplace, depuis 2020, le label Équipe d'accueil (EA)[71] ;
- unité mixte de recherche (UMR) ou laboratoire associé : label mixte obtenu après évaluation du dossier par le ministère de l'Enseignement supérieur, de la Recherche et de l'Innovation (MESRI) et par un organisme de recherche (CNRS, INSERM, INRA, etc.). L'UMR est gérée par un ou plusieurs établissements publics et l'organisme de recherche qui a participé à la labellisation[72] ;
- équipe mixte de recherche (EMR) : label mixte obtenu après évaluation du dossier par le MESRI et le CNRS. Contrairement au label UMR qui concerne l'ensemble du laboratoire, l'EMR ne concerne qu'une ou plusieurs équipes du laboratoire. Elle remplace depuis 2021 l'équipe de recherche labellisée (ERL) et la formation de recherche en évolution (FRE) qui était un label mixte obtenu après évaluation par le MESRI et par le CNRS[73] ;
- unité propre de recherche (UPR) ou unité sous contrat (USC) : label pour les laboratoires propres des organismes de recherche, sans partenaire universitaire ;
- label Carnot : label obtenu par évaluation du MESRI. Le laboratoire labellisé « Carnot » effectue des travaux de recherche scientifique en partenariat public-privé[74] ;
- école universitaire de recherche (EUR) : selon la convention du 14 février 2017 relative au programme d'investissement d'avenir (PIA), les écoles universitaires de recherche définissent elles-mêmes les modalités de recrutement de leurs étudiants tant en master qu'en doctorat[70]. Elle précise que « tous les établissements et sites qui se distinguent par leur excellence dans un domaine spécifique ont vocation à créer des écoles universitaires de recherche qui pourront inclure notamment des projets déjà labellisés et financés par le PIA, en particulier des Laboratoires d'excellence (LabEx) et contribuer le cas échéant à spécialiser les sites, à simplifier et à structurer le paysage français de l'enseignement supérieur et de la recherche »[70].

Les structures fédératives de recherche (SFR) sont des regroupements de laboratoires ayant des objectifs de développement de projets communs et de mutualisation des équipements. Elles doivent être validées par le ministère et peuvent ensuite être accréditées ou non par un organisme de recherche. Elles peuvent s'appeler :
- Fédération de recherche ministère (FED) : label obtenu après évaluation du dossier par le MESRI ;
- Fédération de recherche (FR) ou structure associée : label obtenu après évaluation par le MESRI et le CNRS ;
- unité d'appui et de recherche (UAR) : structure accueillant du personnel administratif, technique et des chercheurs. Cette nouvelle entité créée en 2021 résulte de la fusion entre les unités mixtes de services (UMS), les unités de service et de recherche (USR) et les unités propre de service (UPS) ;
- unité mixte internationale (UMI) appelée officiellement « International research lab » (IRL) : structure accueillant des laboratoires de différents pays afin de développer des coopérations de long terme avec des universités et des organismes étrangers[73] ;
- maison des Sciences de l'Homme (MSH) : structure accueillant des laboratoires travaillant sur des disciplines relevant des sciences humaines et sociales[75] ;
- groupement de recherche (GDR) et groupement d'intérêt scientifique (GIS) : ils permettent de structurer et coordonner les activités de recherche dans un domaine au sein de la recherche française. Ils organisent des réunions et sont chargés de la veille scientifique afin de suivre les évolutions des résultats dans le domaine. La différence entre GDR et GIS réside notamment dans le fait que les GDR sont des structures opérationnelles de recherche placées sous le regard du CNRS[76],[77].

Il existe également des structures d'animation par domaines thématiques : les groupements de recherche (GDR) et les groupements d'intérêt scientifique (GIS). Ils permettent de structurer et coordonner les activités de recherche dans un domaine au sein de la recherche française. Ils organisent des réunions et sont chargés de la veille scientifique afin de suivre les évolutions des résultats dans le domaine. La différence entre GDR et GIS réside notamment dans le fait que les GDR sont des structures opérationnelles de recherche placées sous le regard du CNRS,. Les pôles désignent des regroupements de compétences dans des domaines scientifiques donnés. Ils sont de types et de terminologies variés et ont des degrés de reconnaissance très divers comme le montrent les quelques exemples ci-dessous :
- les pôles de compétence et les pôles d'excellence du CNRS : structures thématiques du CNRS regroupant un grand nombre de chercheurs dans un domaine scientifique où la science réalisée est jugée d'excellence. Ces pôles n'ont pas d'existence formelle ;
- les pôles de compétitivité : ce sont des structures récemment validés par le gouvernement associant des industriels et des laboratoires de recherche.

#### Bibliothèque universitaire

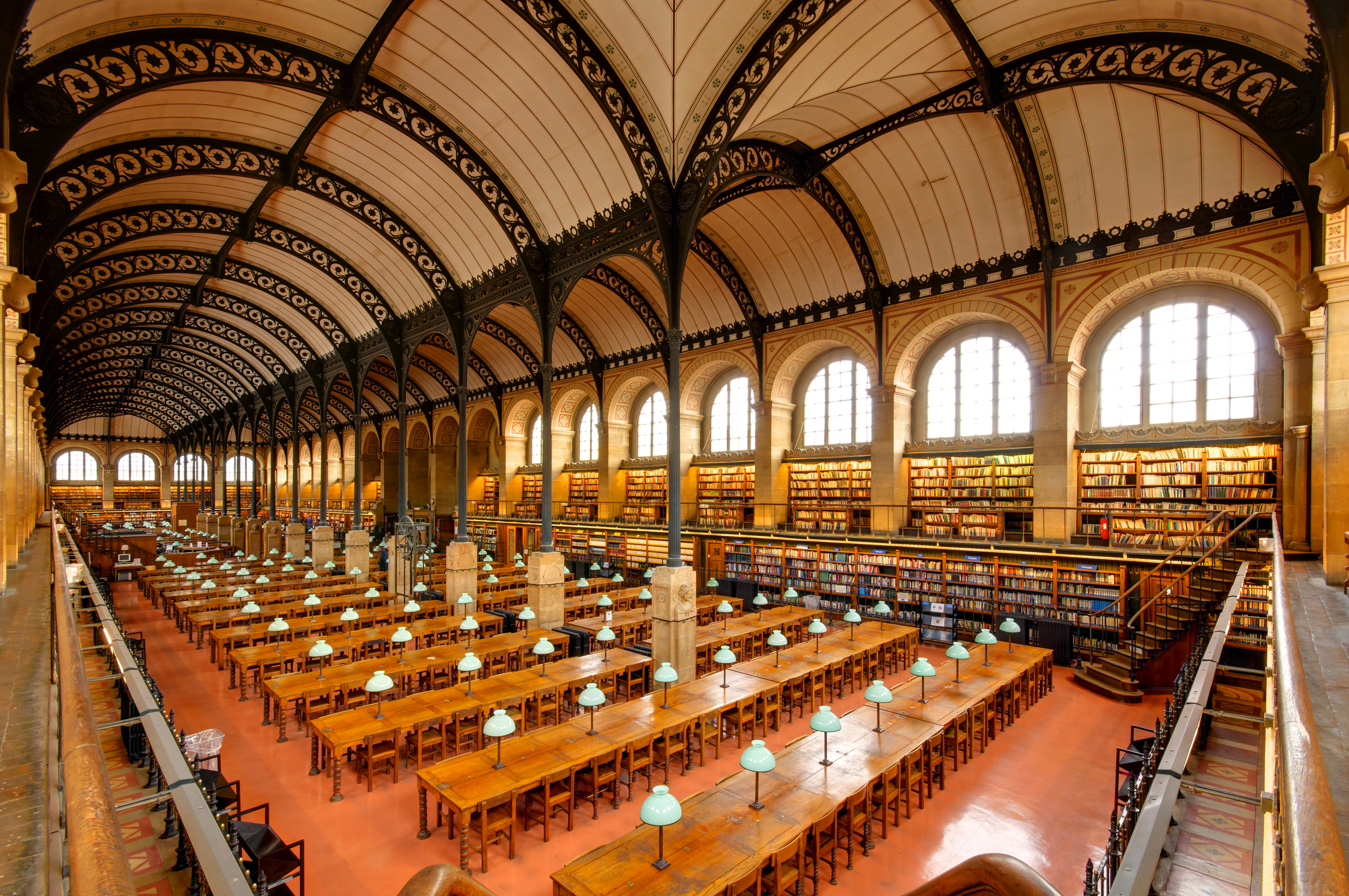
On compte en France 480 implantations de bibliothèques (soit sept sites en moyenne par université) (photo : la bibliothèque Sainte-Geneviève, à Paris).

Chacune des universités françaises a au moins une bibliothèque universitaire. La réglementation prévoit dans chaque université la constitution d'un service commun de la documentation (SCD), qui regroupe les bibliothèques universitaires et peut associer d'autres bibliothèques, dépendant des composantes de l'université. On compte en France 480 implantations de bibliothèques (soit sept sites en moyenne par université). Le SCD est placé sous l'autorité du président de l'université, il est dirigé par un directeur qui a généralement le grade de conservateur des bibliothèques et administré par un conseil documentaire dont le rôle est purement consultatif. Les décisions, notamment budgétaires, relèvent du conseil d'administration de l'université.
L'organisation de chaque SCD suit celle choisie par l'université. Le SCD regroupe des bibliothèques intégrées et des bibliothèques associées. Quand une bibliothèque est intégrée, le personnel, les documents et les moyens financiers relèvent directement du SCD. Les bibliothèques associées sont gérées par les UFR, les instituts ou les centres de recherche. C'est ainsi qu'une université peut avoir plusieurs bibliothèques universitaires, souvent sur plusieurs sites, et parfois dans des villes différentes. Le SCD regroupe alors l'ensemble des bibliothèques universitaires. L'article D.714-29 du code de l’éducation définit les missions des SCD qui comprennent la gestion de la documentation physique et électronique dans le cadre de la politique documentaire ainsi que l'accueil et le service au public, la participation aux activités culturelles et de recherche de l'université, la formation des usagers ainsi que la coopération avec d'autres bibliothèques de tout statut.
En 2016, le premier plan "Bibliothèques ouvertes" est lancé par Najat Vallaud-Belkacem pour améliorer l'accueil des étudiants dans les bibliothèques universitaires notamment grâce à l'extension des horaires d'ouverture, l'ouverture le dimanche et la communication des informations pratiques (nombre de places disponibles, horaires, services, etc.).

#### Fondations
Les universités peuvent créer des fondations afin de diversifier leurs sources de financement. La plupart des fondations sont de créations récentes. Après une première expérience de fondation reconnue d’utilités publique (FRUP), les lois de 2006 et 2007 vont créer de nouveaux statuts. La fondation de coopération scientifique (FCS) est une personne morale de droit privé à but non lucratif dont le fonctionnement s’inspire des FRUP. La fondation universitaire (FU), sans personnalité morale est administrée par un conseil de gestion et représentée par un président. Enfin la fondation partenariale (FP), dotée de la personnalité morale, est proche du dispositif applicable aux fondations d’entreprise.
On comptait en 2012 trente-neuf FCS, vingt-six FU et vingt FP. La majorité des fondations font état d’un capital inférieur à un pour cent du budget de fonctionnement de leur établissement. Les trois quarts du total collecté ont une origine publique comme les organismes de recherche ou le programme Investissements d'avenir, le reste provient des grandes entreprises ou des anciens étudiants. Des incitations fiscales sont prévues pour les acteurs privés. À côté du levier financier, les fondations peuvent faciliter le développement de chaires,,.

#### Comparaisons internationales
Les classements internationaux situent le système universitaire français dans le milieu du tableau. Dans le classement académique des universités mondiales par l'université Jiao Tong de Shanghai de 2019, les premières universités françaises sont l'Université Paris-Saclay (37e), et Sorbonne Université (44e).
L'École normale supérieure de Paris est à la 79e place. Vingt-et-un établissements français figurent dans le top 500 mondial. Ce classement est toutefois critiqué par l’importance donnée aux détenteurs de Prix Nobel (donc aux performances passées de l’université et non à la qualité actuelle de l’enseignement) et par le fait que les équipes de recherche françaises sont le plus souvent cogérées avec un organisme de recherche (ce qui en pratique divise le score par deux).

## Classements des universités
Cet article présente les principales universités françaises. La liste inclut celles qui figurent parmi les 20 premières dans au moins l'un des principaux classements internationaux et nationaux. Les trois classements internationaux qui captent le plus l’attention des médias sont le Times Higher Education World University Rankings, le classement mondial des universités QS et le classement académique des universités mondiales par l'université Jiao Tong de Shanghai,,,.
| Nom                                                | Ville            | Rang national ARWU, 2021, | Rang international ARWU, 2021 | Rang national THE, 2022 | Rang international THE, 2022 | Rang national QS, 2021 | Rang international QS, 2021 | Nombre d'étudiants | Remarques                                                                                |
| -------------------------------------------------- | ---------------- | ------------------------- | ----------------------------- | ----------------------- | ---------------------------- | ---------------------- | --------------------------- | ------------------ | ---------------------------------------------------------------------------------------- |
| Université Paris-Saclay                            | Orsay            | 1                         | 13                            | 4                       | 117                          | 4                      | 86                          | 48 000             | Regroupe CentraleSupélec, l'ENS Paris-Saclay, AgroParisTech, etc.                        |
| Sorbonne Université                                | Paris            | 2                         | 35                            | 2                       | 88                           | 3                      | 72                          | 55 600             | Fusion de l'université Paris-Sorbonne (Paris-IV) et de l'UPMC (Paris-VI) en 2018.        |
| Université PSL                                     | Paris            | 3                         | 38                            | 1                       | 40                           | 1                      | 44                          | 17 000             | Regroupe l'Université Paris-Dauphine, l'ENS Ulm, Chimie ParisTech, Mines ParisTech, etc. |
| Université Paris-Cité                              | Paris            | 4                         | 73                            | 5                       | 155                          | 7                      | 261                         | 64 100             | Fusion des universités Paris Descartes (Paris-V) et Paris Diderot (Paris-VII) en 2019.   |
| Aix-Marseille Université                           | Marseille        | 5                         | 101-150                       | 7                       | 301-350                      | s.o.                   | s.o.                        | 80 000             | Fusion des universités Aix-Marseille I, II et III en 2012.                               |
| Université Grenoble-Alpes                          | Grenoble         | 6                         | 101-150                       | 11                      | 301-350                      | 10                     | 314                         | 55 000             |                                                                                          |
| Université de Strasbourg                           | Strasbourg       | 7                         | 101-150                       | 18                      | 501-600                      | s.o.                   | s.o.                        | 48 011             |                                                                                          |
| Université de Montpellier                          | Montpellier      | 8                         | 151-200                       | 7                       | 301-350                      | s.o.                   | s.o.                        | 49 000             |                                                                                          |
| Université de Bordeaux                             | Bordeaux         | 9                         | 201-300                       | 7                       | 301-350                      | s.o.                   | s.o.                        | 50 174             |                                                                                          |
| Université Claude Bernard Lyon 1                   | Lyon             | 10                        | 201-300                       | 13                      | 401-500                      | s.o.                   | s.o.                        | 46 000             |                                                                                          |
| Université de Lorraine                             | Metz Nancy       | 11                        | 201-300                       | 22                      | 601-800                      | s.o.                   | s.o.                        | 60 000             |                                                                                          |
| Institut polytechnique de Paris                    | Palaiseau        | 12                        | 301-400                       | 3                       | 95                           | 2                      | 49                          | 8 000              | Regroupe l'École polytechnique, Télécom Paris, Télécom SudParis, l'ENSAE Paris, etc.     |
| Université Paul Sabatier                           | Toulouse         | 14                        | 301-400                       | 18                      | 501-600                      | s.o.                   | s.o.                        | 31 511             | Pour le classement THE, il s'agit de l'Université fédérale Toulouse-Midi-Pyrénées        |
| Université Toulouse 1 Capitole                     | Toulouse         | 15                        | 301-400                       | 18                      | 501-600                      | s.o.                   | s.o.                        | 22 400             | Pour le classement THE, il s'agit de l'Université fédérale Toulouse-Midi-Pyrénées        |
| Université Côte d'Azur                             | Nice             | 16                        | 401-500                       | 13                      | 401-500                      | s.o.                   | s.o.                        | 35 000             |                                                                                          |
| Université de Lille                                | Lille            | 17                        | 401-500                       | 18                      | 501-600                      | s.o.                   | s.o.                        | 75 000             | Fusion des universités Lille I, II et III en 2017.                                       |
| Université de Bourgogne                            | Dijon            | 18                        | 501-600                       | 22                      | 601-800                      | s.o.                   | s.o.                        | 34 169             |                                                                                          |
| Université Clermont Auvergne                       | Clermont-Ferrand | 19                        | 501-600                       | 28                      | 801-1000                     | s.o.                   | s.o.                        | 35 000             |                                                                                          |
| Université Rennes 1                                | Rennes           | 20                        | 501-600                       | 28                      | 801-1000                     | s.o.                   | s.o.                        | 30 630             |                                                                                          |
| Université de Nantes                               | Nantes           | 21                        | 601-700                       | 22                      | 601-800                      | s.o.                   | s.o.                        | 37 648             |                                                                                          |
| Université de Versailles Saint-Quentin-en-Yvelines | Versailles       | 22                        | 601-700                       | s.o.                    | 351-400                      | s.o.                   | s.o.                        | 19 000             |                                                                                          |
| Université Paris 1 Panthéon-Sorbonne               | Paris            | s.o.                      | s.o.                          | 22                      | 601-800                      | 9                      | 290                         | 43 700             |                                                                                          |
| Sciences Po Paris                                  | Paris            | s.o.                      | s.o.                          | 13                      | 401-500                      | 7                      | 261                         | 3 280              |                                                                                          |
| CY Cergy Paris Université                          | Cergy-Pontoise   | s.o.                      | s.o.                          | 22                      | 601-800                      | s.o.                   | s.o.                        | 25 000             |                                                                                          |

## Personnel et usagers des universités

### Personnel

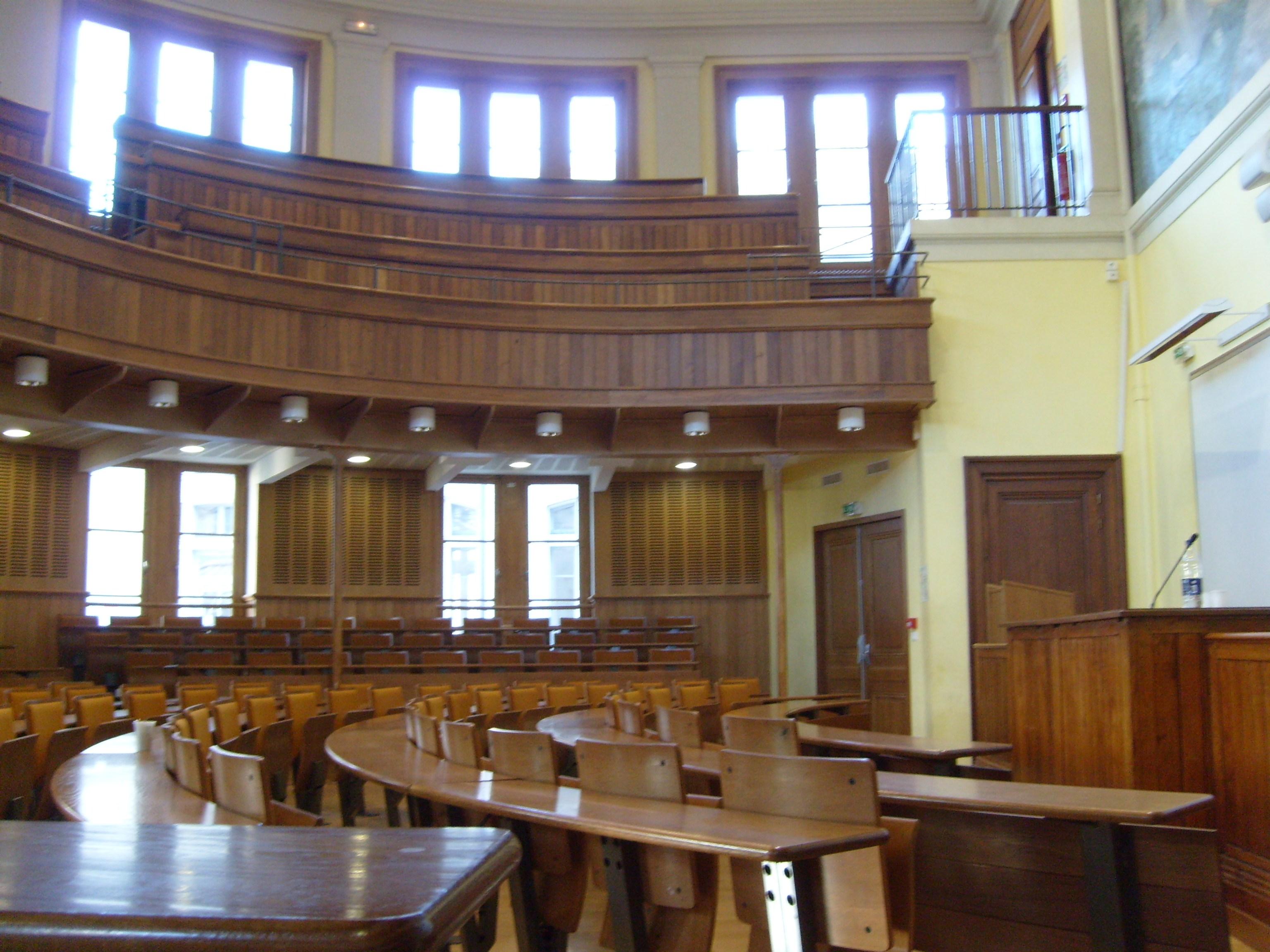
L'amphithéâtre Laprade de l’université Lyon 2.

En 2017-2018, 92 000 personnes enseignent dans les établissements publics d’enseignement supérieur, dont 92 % dans les universités, réparties selon le tableau suivant. S’y ajoute le personnel non enseignant. Les universités disposant des « compétences élargies » ont des possibilités supplémentaires dans la gestion de leurs ressources humaines comme les actions de titularisation, détachement, mise à disposition, délégation et avancement sont prises au niveau de l’université. Les universités peuvent aussi attribuer des primes et recruter des contractuels en CDI ou CDD,. Selon les syndicats, ces dispositions donnent trop de pouvoir au président de l’université,.
|                                     | Droit  | Lettres | Sciences | Santé  | Total  |
| Professeur des universités          | 2 196  | 4 202   | 7 178    | 4 935  | 18 586 |
| Maître de conférences               | 5 143  | 10 230  | 15 184   | 3 030  | 33 714 |
| Chefs de cliniques, AHU, PHU        | 0      | 0       | 0        | 4 419  | 4 419  |
| Enseignants du second degré         | 1 677  | 6 534   | 3 868    | 0      | 12 079 |
| Attachés et doctorants contractuels | 2 068  | 2 923   | 4 318    | 181    | 10 776 |
| Autres non-permanents               | 464    | 1 856   | 270      | 10     | 2 795  |
| Total                               | 12 440 | 26 504  | 31 262   | 12 955 | 84 918 |

### Usagers
Ce terme recouvre les étudiants et les personnes recevant une formation continue. En 2017-2018, 1 642 240 étudiants sont inscrits dans les universités et établissements assimilés de France métropolitaine et des départements d’outre-mer sur un ensemble de 2 680 400 étudiants. Ils sont répartis de la manière suivante :
|                                                             | Cursus de Licence | Cursus de Master | Cursus de Doctorat | Ensemble  |
| Droit, sciences politiques                                  | 124 339           | 76 819           | 6 892              | 208 050   |
| Sciences économiques, administration économique et sociale  | 173 430           | 65 985           | 3 198              | 242 613   |
| Arts, lettres, langues, sciences humaines et sociales       | 337 121           | 167 579          | 19 026             | 523 726   |
| Sciences                                                    | 255 927           | 101 171          | 27 069             | 384 167   |
| Sciences et techniques des activités physiques et sportives | 48 194            | 6 063            | 550                | 54 807    |
| Santé                                                       | 71 235            | 156 481          | 1 161              | 228 877   |
| Total                                                       | 1 010 246         | 574 098          | 57 896             | 1 642 240 |

Parmi les étudiants des universités, la part des femmes est de 58 %, ce qui est supérieur à la part de l'ensemble des étudiants (55 %). On compte 34 % des étudiants des universités ayant pour origine sociale des cadres et professions intellectuelles supérieurs. Ce taux est supérieur à celui de l'ensemble des français de 18 à 23 ans, mais inférieur à celui des écoles de commerces ou ingénieurs.
En 2006, 20 % des étudiants pratiquaient un sport à l’université, qui pouvait être pris en compte de manière optionnelle dans l’obtention du diplôme. Ils peuvent participer à des compétitions organisées par la Fédération française du sport universitaire. Les SUAPS disposent de 660 enseignants titulaires (agrégés ou certifiés) pour encadrer les activités. Ils font également appel à des enseignants vacataires. Les associations étudiantes sont de nature très variée, les types les plus fréquents sont :
- les syndicats étudiants
- les associations de filières
- les associations thématiques (humanitaire, environnement, prévention santé, sport, culture, etc.)
- les organisations politiques de jeunesse